# Tricoelodus
Tricoelodus és un gènere extint de mamífers litopterns de la família dels adiàntids que visqueren a Sud-amèrica durant l'Oligocè, fa entre 21 i 29 milions d'anys. Se n'han trobat restes fòssils a l'Argentina i Bolívia. És un dels representants més complets i coneguts del Deseadà. Les espècies d'aquest grup tenien crestes cingulars anterolinguals a les dents postcanines, que presentaven un grau moderat d'hipsodòncia. T. boliviensis era més petit que T. bicuspidatus. El nom genèric Tricoelodus significa ‘tres dents buides’.